# Râul Turcel
Râul Turcel este un afluent al râului Galbena de Nord. 

## Hărți
- Harta județului Hunedoara
- Harta Munților Retezat  Arhivat în 10 iulie 2012, la Wayback Machine.